# A Pungent and Sexual Miasma
A Pungent and Sexual Miasma es una rara cinta de casete compuesta de canciones de estudio y temas en vivo de las bandas de metal extremo Cradle of Filth y Malediction.

## Lista de canciones

### Cradle of Filth
1. "So Violently Sick" (Del demo Orgiastic Pleasures Foul)
2. "Funeral" (En vivo en Ipswich 13/3/92)
3. "Dawn of Eternity" (Cover de Massacre) (En vivo en Reh, 3/3/92)
4. "Circle of Perversion" (Del demo Invoking the Unclean)
5. "Chewing On Your Guts" (En vivo en Reh 3/3/92)
6. "Loathsome Fucking Christ" (En vivo en Ipswich 13/3/92)
7. "Darkly Erotic" (Del demo Orgiastic Pleasures Foul)
8. "This Fetid Dank Oasis" (En vivo en Ipswich 13/3/92)
9. "Our Father Which Art in Earth"

### Malediction
1. "Mould of an Industrial Horizon"
2. "Infestation"
3. "Waste"
4. "Longterm Result"
5. "System Fear"
6. "Sick New Facts"
7. "Murdered from Within"